# 厙狄昌
厙狄 昌（しゃてき しょう、生没年不詳）は、中国の北魏末から北周にかけての軍人。字は恃徳。本貫は神武郡。

## 経歴
若くして膂力があり、騎射を得意とした。18歳のとき、爾朱天光に召されて幢主となり、討夷将軍の位を加えられた。爾朱天光に従って関中を平定し、功績により寧遠将軍・奉車都尉・統軍に任じられた。爾朱天光が敗れると、賀抜岳に従い、征西将軍・金紫光禄大夫となった。534年、賀抜岳が殺害されると、厙狄昌は諸将とともに宇文泰を後継者として推した。侯莫陳悦の平定に従って、陰盤県子の爵位を受け、衛将軍・右光禄大夫の位を加えられた。
宇文泰の下で孝武帝を迎え、潼関を奪い、長子県子に改封された。535年、爵位は公に進んだ。竇泰を討って、車騎将軍・左光禄大夫となった。また従軍して弘農を奪い、沙苑で戦って、先頭に立って敵陣を陥れた。宇文泰に賞賛されて、帥都督に任じられた。538年、河橋の戦いに参加して、冀州刺史となった。後に于謹とともに劉平伏を上郡で破り、馮翊太守に任じられた。しばらくして河北郡太守に転じた。547年、前後の功績により、大都督・通直散騎常侍となった。随国公楊忠の下で南方の少数民族の田柱清を撃破して、厙狄昌の軍功は最も高く、儀同三司の位を受けた。まもなく開府儀同三司に進んだ。550年、東夏州刺史として出向した。552年、爵位は方城郡公に進んだ。556年、六官が建てられると、稍伯中大夫の位を受けた。557年、北周の孝閔帝が即位すると、大将軍に任じられた。後に病没した。

## 伝記資料
- 『周書』巻27 列伝第19
- 『北史』巻65 列伝第53